# Setia latior
Setia latior is een slakkensoort uit de familie van de Rissoidae. De wetenschappelijke naam van de soort is voor het eerst geldig gepubliceerd in 1842 door Mighels & Adams.